# IC 1285
IC 1285 bezeichnet im Index-Katalog fünf scheinbar dicht beieinander liegende Sterne im Sternbild Herkules. Der Katalogeintrag geht auf eine Beobachtung des Astronomen Guillaume Bigourdan am 8. August 1888 zurück.